# الدوري السوداني الممتاز 2014
الدوري السوداني الممتاز 2014 دوري سوداني الممتاز لأسباب الرعاية هو الموسم التاسع عشر من بطولة الدوري الممتاز حيث تمكن نادي الهلال من الفوز باللقب للمرة الثانية عشرة بينما هبط كل من ناديي النيل الحصاحيصا واتحاد مدني إلى الدرجة الأولى،  بالإضافة إلى نادي أهلي عطبرة الذي خسر مباراة تفادي الهبوط أمام مريخ كوستي بنتيجة 4-2 في مجموع المباراتين. 

## الأندية المشاركة
فيما يلي الأندية المتنافسة على الدوري الممتاز (موسم 2014)
| النادي          | الموقع                     | الملعب          |
| --------------- | -------------------------- | --------------- |
| اتحاد مدني      | ود مدني، ولاية الجزيرة     | ملعب ود مدني    |
| الأمل           | عطبرة، ولاية نهر النيل     | ملعب عطبرة      |
| أهلي الخرطوم    | الخرطوم، ولاية الخرطوم     | ملعب الخرطوم    |
| أهلي شندي       | شندي، ولاية نهر النيل      | ملعب شندي       |
| أهلي عطبرة      | عطبرة، ولاية نهر النيل     | ملعب عطبرة      |
| الخرطوم الوطني  | الخرطوم، ولاية الخرطوم     | ملعب الخرطوم    |
| الرابطة         | كوستي، ولاية النيل الأبيض  | ملعب كوستي      |
| المريخ          | أم درمان، ولاية الخرطوم    | استاد المريخ    |
| مريخ الفاشر     | الفاشر، ولاية شمال دارفور  | ملعب الفاشر     |
| النسور          | أم درمان، ولاية الخرطوم    | ملعب الخرطوم    |
| النيل الحصاحيصا | الحصاحيصا، ولاية الجزيرة   | ملعب سكر الجنيد |
| الهلال          | أم درمان، ولاية الخرطوم    | استاد الهلال    |
| هلال الفاشر     | الفاشر، ولاية شمال دارفور  | ملعب الفاشر     |
| هلال كادوقلي    | كادوقلي، ولاية جنوب كردفان | ملعب كادوقلي    |

## ترتيب الأندية
# == المركز ; لعب = المباريات الملعوبة; فاز = عدد مباريات الفوز; تعادل = عدد مباريات التعادل; خسر = عدد مباريات الخسارة; له = الأهداف التي سجلها; عليه = الأهداف التي استقبلها; +/- = فارق الأهداف; 

## ترتيب الهدافين
فيما يلي قائمة هدافي موسم 2014 
| # | اللاعب              | النادي               | عدد الأهداف |
| - | ------------------- | -------------------- | ----------- |
| 1 | مامادو تراوري       | المريخ               | 12          |
| 2 | فرانك أوليفييه      | المريخ               | 7           |
| 3 | عبده جابر           | هلال كادوقلي والمريخ | 6           |
|   | بارجيشيو صلاح الدين | المريخ               | 6           |
| 5 | عمر الخليلة         | أهلي الخرطوم         | 5           |
|   | رمضان عجب           | المريخ               | 5           |
|   | بكري المدينة        | الهلال               | 5           |
|   | محمد عبد الله كول   | هلال الفاشر          | 5           |
|   | محمد أحمد بشير      | الهلال               | 5           |
|   | الطاهر حماد         | الأمل                | 5           |